# Железен закон на олигархията
Железен закон на олигархията е принцип от теорията за елита, за първи път формулиран от германския синдикалист и социолог Роберт Михелс през 1911 г. в неговата книга „Политическите партии“. Според този принцип всяка форма на социална организация, независимо от своята първоначална демократичност или автократичност, неизбежно се изражда във власт на няколко избрани – олигархия (частен случай – номенклатура). Причина за това Михелс вижда в обективната необходимост от лидерство, стремежа на лидерите и организациите да защитят своите собствени интереси, прекаленото доверие на обществото към лидерите и общата пасивност на масите.

## История
Като социалист Роберт Михелс установява, че либералните и социалистическите партии в Европа, независимо от лозунгите, които издигат за насърчаване на най-широкото участие на масите в политическия живот, всъщност са доминирани от волята на няколко водачи в същата степен, както при традиционните консервативни партии. Роберт Михелс стига до извода, че стремежът към олигархия е вграден в самата природа на социалните организации. „Говорейки за организация, разбираме олигархия“ — пише Михелс. Той заключава, че демократичното управление е невъзможно в която и да е голяма общност от хора. Колкото по-голяма е организацията, толкова по-малко в нея са демократичните елементи и повече елементите на олигархията. По времето, когато формулира принципа, Михелс е анархо-синдикалист. По тази причина той се отдръпва от социалистическите идеи и става поддръжник на Мусолини, смятайки олигархичното управление не само за допустимо, но и категорично благотворно за обществото като цяло. Става важен идеолог на фашисткия режим в Италия и преподавател по икономика и история на доктрините в Университета в Перуджа.

## Изводи
Според железния закон на олигархията във всяка организация – независимо от нейната първоначална демократичност – в крайна сметка се развиват олигархични тенденции. Истинската демокрация практически и теоретически е невъзможна, особено в големи групи и сложни организации.
Според Робърт Страбъл младши бързата ротация в управлението на една организация може да смекчи или дори да неутрализира напълно железния принцип на олигархията в законодателните органи на големите нации.